# Проевропеизм
Проевропеи́зм (европе́йский юниони́зм) — политическая концепция, преследующая цели евроинтеграции и укрепления Евросоюза.
Её поддерживают еврофедералисты, стремящиеся к созданию Соединённых Штатов Европы. Родственный термин — «еврофилия». Противоположной позицией выступает евроскептицизм, скептически или негативно относящийся к евроинтеграции. Более общий термин — «антиевропеизм».

## Проевропейские политические партии
- DIEM25
- Вольт Европа

### В ЕС
- Австрия: Австрийская народная партия,[4] Социал-демократическая партия Австрии,[5] Зелёные (Австрия), NEOS — Новая Австрия и Либеральный форум[6] JETZT – Pilz List, Volt Austria.
- Бельгия: Реформаторское движение, Открытые фламандские либералы и демократы[7], Социалистическая партия (французское сообщество Бельгии), Христианские демократы и фламандцы, Эколо, Зелёные (Бельгия), Vooruit, Les Engagés, DéFI, Volt Бельгия.
- Болгария: Союз демократических сил,[8][9][10] Граждане за европейское развитие Болгарии, Демократы за сильную Болгарию, Движение за права и свободы, Мы продолжаем изменения, Да, Болгария!, Республиканцы за Болгарию, Stand Up.BG, Объединенная народная партия, Болгария для граждан, Движение 21, Есть такой народ,  Болгарский демократический центр, Болгарские евро-левые, Болгарская социалистическая партия, Volt Bulgaria.

- Хорватия: Хорватское демократическое содружество[11], Социал-демократическая партия Хорватии, Хорватская крестьянская партия, Гражданский либеральный альянс, Демократическая ассамблея Истрии, Хорватская народная партия — Либеральные демократы, Народная партия - реформисты, Хорватская социал-либеральная партия, Центр, демократы, Зеленая альтернатива - Устойчивое развитие Хорватии, Независимая демократическая сербская партия, Истрийская демократическая ассамблея, Сербская народная партия, Мы можем! – Политическая платформа
- Кипр: Демократическое объединение, Демократическая партия, Движение за социал-демократию, Европейская партия, Объединенные демократы, Новая волна – Другой Кипр
- Чехия: ANO 2011, Христианско-демократический союз — Чехословацкая народная партия,[12] Чешская пиратская партия,[13] Чешская социал-демократическая партия,[14] Партия зелёных (Чехия),[15] ТОП 09[16] Мэры и независимые лица, Аграрно-демократическая партия, Альянс во имя будущего, Либеральная экологическая партия, Демократическая партия Масарика, Пираты и мэры, Популярные и мэры, Сенатор 21, СНК Европейские демократы, Голос Вольт Чехия
- Дания: Радикальная Венстре,[17] Социал-демократы (Дания),[18] Венстре,[19] Консервативная народная партия,[20] Датская социал-либеральная партия, Альтернатива, Вольт Дания
- Эстония: Социал-демократическая партия Эстонии,[21] Центристская партия,[22] Партия реформ, Партия Зелёных (Эстония), Союз Отечества и Res Publica, Свободная партия Эстонии
- Финляндия: Финляндский центр, Национальная коалиционная партия, Социал-демократическая партия Финляндии, Зеленая лига, Шведская народная партия Финляндии, Движение сейчас.
- Франция: La République En Marche!, Демократическое движение, Республиканцы, Социалистическая партия, Общественное место, Радикальная партия левых, Экология Европы – зеленые, Новые демократы, Поколения, Радикальная партия, Союз демократов и независимых, Новый курс, Agir, En Commun, Горизонты, Территории прогресса, Прогрессивная федерация, Центристский альянс, Центристы, Партия экологов, Демократическая европейская сила, Давайте будем свободны, Союз за французскую демократию, Демократическая коалиция Volt France
- Германия: Союз 90 / Зелёные, Христианско-демократический союз, Христианско-социальный союз в Баварии, Социал-демократическая партия Германии, Свободная демократическая партия, Die PARTEI, Volt Germany
- Греция: Новая демократия, СИРИЗА, Движение за перемены, Союз центристов, Движение демократических социалистов, Демократическое мировоззрение, Демократические левые, Демократическая ответственность, Греческие европейские граждане, МЕРА25, Движение свободных граждан, Национальное творчество, Оливковое дерево, Радикальное движение, Социал-демократического альянса, Воссоздайте Грецию, Вольт Греция
- Венгрия: Демократическая коалиция, Йоббик, Венгерская социалистическая партия, Движение Импульс, Диалог за Венгрию, Венгерская либеральная партия, Новый старт, Да Движение солидарности за Венгрию, Народная партия Нового Света, Современное венгерское движение,
- Ирландия: Фине Гэл, Фианна Файл, Лейбористская партия, Социал-демократы, Зелёная партия Ирландии, Вольт Ирландия
- Италия: Демократическая партия, Forza Italia, Italia Viva, Больше Европы, Вольт Италия, Гражданская приверженность, Действие, Итальянская социалистическая партия, Социал-демократы, Итальянская республиканская партия, Солидарная демократия, Зеленая Европа, Итальянские радикалы, Возможно, Мы из центра, Европейцы, Центристы для Европы, Умеренные, Статья 1, Движение европейских республиканцев, Forza Europa, Либерально-демократический альянс Италии, Альянс центра (Италия), èViva, Сицилийская социалистическая партия, Команда K
- Латвия: Единство, Социал-демократическая партия «Согласие», Латвийское развитие, Движение За!, Консерваторы, Прогрессисты
- Литва: Союз Отечества — Литовские христианские демократы, Социал-демократическая партия Литвы, Либеральное движение
- Люксембург: Христианско-социальная народная партия, Люксембургская социалистическая рабочая партия, Демократическая партия, Зеленые, Volt Luxembourg
- Мальта: Националистическая партия, Лейбористская партия, AD+PD, Вольт Мальта
- Нидерланды: Демократы 66, DENK, Народная партия за свободу и демократию, Лейбористская партия, Христианско-демократический призыв, GroenLinks, Volt Netherlands
- Польша: Гражданская платформа, Польша 2050, .Модерн, Польская народная партия, Новые левые, Соглашение, Европейская коалиция, Немецкое меньшинство, Зеленые (Польша), Лига польских семей, Польская коалиция, Польская инициатива, Движение за автономию Силезии, Уния европейских демократов, Твоё движение, Volt Poland, Польская инициатива, Польская социалистическая партия
- Португалия: Социал-демократическая партия, Социалистическая партия, «Люди — животные — природа» (PAN), LIVRE, Либеральная инициатива, Мы, Граждане!, Реагировать-включить-переработать, Volt Portugal
- Румыния: Социал-демократическая партия, Национальная либеральная партия, Партия народного движения, Альянс либералов и демократов, Демократический союз венгров Румынии, Партия демократии и солидарности, Сила права, Партия свободы, единства и солидарности, Зеленая партия (Румыния), Национальный союз прогресса Румынии, Возобновление европейского проекта Румынии, Румынская социалистическая партия, Союз спасения Румынии, USR PLUS, Volt Romania
- Словакия: Альянс, Христианско-демократическое движение, Курс — социальная демократия, Мост, Прогрессивная Словакия, Для людей,  Вместе – Гражданская Демократия.
- Словения: Простые люди и независимые личности, ВМЕСТЕ – Гражданская демократия, Для народа, Голос – Социал-демократия, Партия Аленки Братушек, Конкретно, Демократическая партия пенсионеров Словении, Либеральная демократия Словении, Список Марьяна Шареца, Партия современного центра, Новая Словения, Позитивная Словения, Социал-демократы, Весна — Зеленая партия, Действительно
- Испания: Народная партия, Испанская социалистическая рабочая партия, Граждане — Гражданская партия, Equo, Союз, Прогресс и Демократия, Приверженность, Галисии, Barcelona in Common, Независимое движение европейских латиноамериканцев, Volt Spain
- Швеция: Социал-демократическая рабочая партия Швеции, Умеренная коалиционная партия, Партия Центра, Новая демократия, Либералы, Христианско-демократическая партия, Volt Sweden

### За пределами ЕС
- Албания: Демократическая партия Албании, Социалистическая партия Албании, LSI, Партия Весов, Социал-демократическая партия Албании, Республиканская партия Албании, Партия единства за права человека, Альянс за равенство и европейскую справедливость, Новый демократический дух, Македонский альянс за европейскую интеграцию, G99, Партия свободы Албании, Volt Албания
- Армения: Армянская демократическая либеральная партия, Армянская партия национального движения, Светлая Армения, Консервативная партия, Европейская партия Армении, Партия «За республику», Свободные демократы, Наследие, Либерально-демократический союз Армении, Партия национального прогресса Армении, Народная партия Армении, Союз за Национальное самоопределение, Верховенство права, Всеармянская партия Сасна Црер, Партия Суверенная Армения, Абрикосовая деревенская партия, Армянский национальный конгресс, Яркий Альянс,
- Азербайджан: Республиканская альтернативная партия
- Белоруссия: Белорусская христианская демократия, Партия БНФ, Объединенные демократические силы Беларуси, Партия свободы и прогресса, Объединенная гражданская партия Беларуси, Белорусская социал-демократическая партия (Грамада), Белорусская социал-демократическая Грамада
- Босния и Герцеговина: Партия демократического действия, Хорватское демократическое содружество Боснии и Герцеговины, Социал-демократическая партия Боснии и Герцеговины, Демократический фронт, Народ и справедливость, Партия демократического прогресса, Наша партия, Европейский народный союз, За новые поколения, Союз за Лучшее будущее, Независимый блок
- Великобритания: Кооперативная партия, Либеральные демократы, Партия зеленых Англии и Уэльса, Плед Камру, Шотландская национальная партия, Социал-демократическая и лейбористская партия, Шотландские зеленые, Партия равенства женщин, Партия Альянса Северной Ирландии, Партия зеленых Северной Ирландии, Мебион Керноу, Альянс EPP: Европейская народная партия Великобритании, Volt United Kingdom, Партия защиты животных. Независимая группа за перемены, Лейбористская партия в Северной Ирландии, Левое единство, Либеральная партия Гибралтара, Сыны Корнуолла, Проевропейская консервативная партия, Renew Party, Социал-демократическая и рабочая партия, Партия Европейского союза Великобритании, Объединенные в Европе, Партия вигов
- Республика Македония: ВМРО-ДПМНЕ, Социал-демократический союз Македонии, New Social Democratic Party, Демократический союз за интеграцию, Alliance for Albanians
- Грузия: Грузинская мечта, Европейская Грузия, Национальное движение, Свободные демократы, Республиканская партия Грузии, Европейские социалисты, Грузинская рабочая партия, Лело для Грузии, Во имя народа, Альянс солидарности Грузии.
- Исландия: Социал-демократический альянс, Светлое будущее, Возрождение
- Черногория: Демократическая партия социалистов Черногории, Социал-демократическая партия Черногории, ДЕМОС, Объединенное действие реформ, Демократическая Черногория, Социалистическая народная партия, Либеральная партия, Civis, Мы не отдадим Черногорию, Лучшая Черногория, Албанская альтернатива, албанцы решительно, Боснийская партия, Гражданская партия Черногории, Хорватская гражданская инициатива, Демократический центр Черногории, Демократическая партия, Европейская Черногория, В черно-белом, Ключевая коалиция, Не сдадим Черногорию, Новая демократическая сила, Новые левые, Мир - наша нация, Народное движение, Позитивная Черногория, Социал-демократы Черногории, Настоящая Черногория, Объединенная Черногория, Объединенное действие реформ.
- Норвегия: Консервативная партия, Норвежская рабочая партия, Либеральная партия
- Молдавия: Партия действия и солидарности, Либеральная партия, Демократическая партия, Либерально-демократическая партия, Европейская народная партия, Pro Moldova, Народная партия Республики Молдова, Демократия дома, Партия Платформы Достоинства и Правды, Европейская народная партия Молдовы, Союзное политическое движение, Платформа NOW DA и PAS, Pro Moldova, Румынская народная партия, Юнионистское движение Республики Молдова.
- Россия: Яблоко, Партия народной свободы, Зеленая альтернатива, Россия будущего, Демократическая партия России, Западный выбор, #ЕдинствоРавных
- Турция: Демократическая партия народов, Республиканская народная партия, Хорошая партия, Демократическая левая партия, Демократическая партия, Либерально-демократическая партия.
- Сербия: Демократическая партия, Либерально-демократическая партия, Социал-демократическая партия Сербии, Лига социал-демократов Воеводины, Единая Сербия, Сербское движение обновления, Новая партия, Движение «Сила Сербии», Сербская прогрессивная партия, Социалистическая партия Сербии.
- Швейцария: Социал-демократическая партия Швейцарии, Зелёная партия Швейцарии, Зелёная либеральная партия Швейцарии, Свободная демократическая партия. Либералы, Христианско-демократическая народная партия Швейцарии
- Косово: Альянс за будущее Косово, Демократическая лига Косово, Сильная партия
- Украина: Батькивщина, Украинская народная партия, Наша Украина, Европейская партия Украины, Народный фронт, Европейская солидарность, Слуга народа, Команда Андрея Балоги, Христианско-демократический союз, Гражданская позиция, Демократический альянс, Демократична Сокира, Партия Справедливость, Голос, Движение новых сил, Наша Украина - Блок Народной Самообороны, Европейская платформа, Народный Рух Украины, Сила народа, Самопомощь, Сила и честь, Украинский демократический альянс за реформы, Украинская галицкая партия, Украинская стратегия Гройсмана, УКРОП, Блок Юлии Тимошенко, Volt Ukraine
- Азербайджан: Республиканская альтернатива, Мусават (Партия равенства).
- Казахстан: Ак Жол.
- Израиль
- Ливан
- Сирия
- Египет
- Ливия
- Тунис
- Алжир
- Марокко
- Западная Сахара
- Мавритания
- Мали
- Нигер
- Чад
- Судан
- Канада
- США

## Межнациональное европейское партнёрство
- Совет Европы: международная организация, призванная отстаивать права человека, демократию, верховенство права в Европе, а также содействовать европейской культуре. Она включает в себя 47 государств-членов с общим населением более 820 миллионов человек.
- Организация по безопасности и сотрудничеству в Европе: крупнейшая в мире межправительственная организация по безопасности с 57 государств-членов, в основном в Европе и северном полушарии.